# Azoxibacilina
La azoxibacilina es un aminoácido aislado de Bacillus cereus NR2991. Es un antagonista de metionina y un agente antifúngico. [α]24D = +9.4  ( c, 1 en H2O). Es soluble en agua, metanol, DMSO. Poco soluble acetona y hexano. UV: [neutro]λmax215 (ε8400) ( MeOH).